# Типицки езера
Типицките езера се намират в Северен Пирин. Разположени са в Типицкия циркус.
Горното Типицко езеро е разположено на 2445 m н.в., на 550 m североизточно от връх Типиц. Има площ 17,7 декара, дължина 336 m, ширина 92 m, дълбочина 2,2 m и воден обем 21 800 m³. При маловодие малка плитчина го разделя на две части.
Долното Типицко езеро лежи на 2325 m н.в., на 925 m източно от връх Типиц. Има площ 15,9 декара, дължина 225 m, ширина 103 m, дълбоко е 8,6 m. и има обем 62 500 m³..
Има и едно по-малко временно езеро. Двете големи езера не са свързани, а се оттичат чрез отделни потоци, които след сливането си се наричат Типицка вода – ляв приток на река Валявица. Долното Типицко езеро е зарибено с пъстърва.